# Arab kávé
Az arab kávé (Coffea arabica) a kávé (Coffea) nemzetség haszonnövényként termesztett két faja közül az ismertebb. Az arab kávé és a másik termesztett faj, a robuszta kávé (Coffea canephora) feldolgozott magjából készülő közkedvelt ital a kávé.

## Elterjedése
Afrikából származik: Etiópia hegyvidéki erdőiben őshonos. Mióta kultúrnövénnyé vált, elterjedt a világon, számos trópusi és szubtrópusi helyen termesztik.

## Jellemzése
Örökzöld növény. Természetes élőhelyén kis fa, akár 10 m magasra is megnő, a termesztett helyeken azonban cserjévé nyírják, mivel így egyszerűbb szüretelni, s többet terem. 10–15 cm hosszú, elliptikus, bőrszerű levelei átellenesen állnak. A levelek hónaljában nyílnak a fehér, 2 cm hosszú, öttagú virágok, melyek a buzérfélékre jellemzően tölcséresek. A virágok illata erőteljes, kissé jázminillatú. A virágok megporzását követő 9 hónap alatt fejlődnek ki és érnek meg a csonthéjas termések, melyek héja éretlenül zöld, éretten cseresznye- vagy kárminpiros, néha sárga. A termésben kifejlődött két, bab alakú mag (kávébab) egymással szembefordulva helyezkedik el, s egy belső, félig kemény, pergamenszerű termésfal (pergamenhéj) burkolja be őket. A belső termésfalat kívülről egy külső, húsos termésfal (terméshús) borítja. A bogyószerű termést kávécseresznyének is hívják.

## Felhasználása
Belsőleg a pörkölt kávé fogyasztása serkentőleg hat: étvágy- és anyagcsere-fokozó, sőt izgatószer. A nyers kávé víz- és epehajtó. Hatásos a szabad gyökök ellen, amelyek túlzott elszaporodása gyakran a rák okozója. A fogyókúrás étrend egyik kiegészítője. Külsőleg, a koffeintartalmú krémek helyileg karcsúsító hatást fejtenek ki a felhalmozódott zsír lebontásával.

### Gyógyhatása
A kéregállomány és a központi idegrendszer serkentésével a koffein ébren tart, segíti a gondolkodást és csökkenti a fáradságérzetet. Azt is kimutatták, hogy serkenti a nyúltvelői légzőközpontokat. Növeli a szívritmust és a véráramlást, valamint az összehúzódások erősségét. Fokozza a szervezet energia-felhasználását (az alapanyagcsere növelésével). Végül felerősíti az aszpirin fájdalomcsillapító hatását. Külsőleg, helyileg serkenti a lipolízist (a zsírok lebontását). A kávé hatása azonban nem korlátozódik kizárólag a koffeinre: egyéb összetevőinek is jótékony a hatása, például a trigonellin migrén ellen is hatékony lehet.
A kávé sportolóknak nem ajánlott: a többi koffeintartalmú italhoz hasonlóan, a doppingszerek listáján szerepel. Terhes nők is kerüljék, mert a benne lévő teobromin kockázatot jelenthet a születendő gyermek egészségére nézve.